# ジュラシック・パーク/ラプターズ・アタック
『ジュラシック・パーク/ラプターズ・アタック』（Jurassic Park: Raptors Attack ）とは映画『ジュラシック・パーク』のシリーズのコミック作品の一つ。スティーブ・エングルハートによって描かれTopps comicsから出版された『ジュラシック・パーク/ラプター』からの続きのストーリーで全4巻からなる。『ジュラシック・パーク/ラプターズ・ハイジャック』へと続く。また2010年にIDWパブリッシングから発売された、総集編の「Jurassic Park Classics」の1巻にも収録。

## あらすじ
アラン・グラント博士とエリー・サトラー博士が乗るジョージ・ラワラの貨物輸送機が南米コロンビアのジャングルに不時着した。そこは麻薬王ラファエル・サントス率いるカリ・カルテルの支配地であり、グラントとエリーは彼らに監禁されてしまった。ラファエルの目的は墜落機に持ち込まれていたヴェロキラプトルを戦闘犬として飼い慣らすことにあった。ラファエルはグラントとエリーにヴェロキラプトルの扱いに関して課題を強制。ラファエルは「セリア」、「アルフィー」、「ベティ」という名前を付け、ヴェロキラプトルに電気首輪を着け、ラプトルの制御を取って訓練した。
一方コロンビア政府は5匹のラプトルを乗せた貨物輸送機がジャングルに墜落した事に気づき、軍を現地に派遣するが、ラファエルが訓練したアルフ、ベティの2匹のラプトルを送り兵士達を皆殺しにさせる。その後、病院で治療を受けていたイアン・マルカム博士は回復した。兵士から行方不明のグラントとエリーの2人はコロンビアのジャングルいて捜索していると知らされる。そして死んだと思われていたロバート・マルドゥーンがマルカム博士の部屋に来て、驚くマルカム博士と再会した。マルドゥーンに言われマルカム博士はマルドゥーンとともにグラントとエリーを助けにコロンビアに向かう。そしてサントスはプエルト・ミランダ市の裁判官が彼の犯罪行為を発表した為、訓練したアルフィー、ベティの2匹のラプトルを使ってプエルト・ミランダ市を襲撃させ、裁判官を殺す。しかし、送電線を噛み付いた衝撃で、ヴェロキラプトルの首に付いていた電気首輪が外れ、制御が不可能となり、ラファエルは殺される。グラントとエリーはラファエルの領地から逃げ出し、一方、自由の身になったセリア、アルフ、ベティの3匹のラプトルはコロンビアのジャングルで本能を取り戻し狩りをしながら自由に生きていた。グラントとエリーはコロンビアのジャングルの原住民の村に辿り着き、イアン・マルカム博士とロバート・マルドゥーンと再会する。そしてマルドゥーン、グラント博士、エリー、マルカム博士と彼らが雇ったコロンビアの原住民の一団達はジャングルでラプトルを追跡した。マルドゥーンはジョージ・ラワラとはケニアの時から古くからの友人でもあり、ライオンに殺されそうになった時も、ラワラに命を助けられた事もある恩人でもある。そのためマルドゥーンはラプトルに殺されたラワラの仇として、どんな手段を使ってでも3匹のラプトルを捕らえ殺そうと考えていた。
原住民のインディオはラプトルを神としている。そして峡谷でセリア、アルフィー、ベティ、の3匹のラプトルを見つける。マルドゥーンが殺そうとすると同行していた原住民が神として崇拝する3匹のラプトルの為、妨害し彼らを攻撃する。エリーが3匹に囲まれた時、グラント博士がエリーを助ける為、何とかベティを撃ち殺し、セリア、アルフィーの2匹を追うが、吊り橋のロープを齧って吊り橋を壊し、2匹はジャングル奥深くに逃げたのであった。

## 登場人物
アラン・グラント博士
古生物学者。『ジュラシック・パーク/ラプター』でエリーと共に輸送機をコロンビアのジャングル地帯に不時着させ、ラファエル・サントスと言う、麻薬カリ・カルテルに捕まる。
エリー・サトラー博士
古植物学が専門のグラントの研究助手。輸送機がコロンビアのジャングル地帯に不時着した時、グラントと共にラファエル・サントスと言う、麻薬カリ・カルテルに捕まる。
ラファエル・サントス（Rafael Santos）
コロンビアの麻薬カリ・カルテルの首領。自分に敵対する政治家や警察などの襲撃や誘拐や殺人など行う悪人でもある。
自分が縄張りをしているジャングル地帯の領地に麻薬農園があり、領地に貨物機が墜落した時、意識を失って乗っていたグラントとエリーを見つけ、監禁する。貨物機に乗っていたヴェロキラプトルを自分に忠実な戦闘犬に仕立てようと訓練を試みる。
その為、グラントとエリーにヴェロキラプトルの扱いに関して課題を強制していた。
ラプトルに電気首輪を付け制御していた。敵対する裁判官を殺す為、プエルトミランダ市に2匹のラプトルを送った。ラプトルが町で暴れた時、送電線を噛み付いてその衝撃で、電気首輪が効かなくなった事で自由となり、彼はラプトルに襲われ死んだ。
カリート(Carlito）
ラファエル・サントスの部下の警備員。
トニオ、ソロ（Tonio、Solo）
ラファエル・サントスの2人の部下。
イアン・マルカム博士
病院で治療から回復し、マルカム博士の元にロバート・マルドゥーンが現れた時、イスラ・ヌブラル島のジュラシック・パーク事件で死んだと思っていた為、ショックを受け驚いていた。マルドゥーンと共にグラントとエリーを助けにコロンビアに向かう。
ロバート・マルドゥーン
元ジュラシック・パークの恐竜監視員。ケニア生まれで元はアフリカのハンティングガイド。ジュラシック・パーク事件の時、ヴェロキラプトルに襲われて、死んだと思われていたが生きていた。
彼はラプトルの攻撃から何とか乗り切った後、傷を回復中だったと述べ、後にイスラ・ヌブラル島にもう一機のヘリコプターでラプトルを殺してパークの労働者達を助けようと戻った時、労働者達は避難していたと説明していた。
病院で回復したマルカム博士と再会し、島から持ち出されたラプトルを殺し、グラントとエリーを助けにマルカムと共にコロンビアに向かう。コロンビアの原住民の村でグラントとエリーと再会し、2人ともマルドゥーンが生きていた事に驚いていた。島から5匹のラプトルを持ち出したバイオシン社のハンター、ジョージ・ラワラとはアフリカ時代からの知り合いで、ケニアでラワラがハンティングガイドをしていた時、マルドゥーンのライバルであり、友でもあった。ライオンに襲われ殺されそうになった時、ラワラに命を助けられた事もある為、恩を感じていた。ラプトルを持ち出したラワラの愚考に責任を感じながらも、ラワラを殺したラプトルを捕らえて仇を討とうともしていた。

## 登場する恐竜
ヴェロキラプトル Velociraptor
「アルフィー」、「セリア」、「ベティ」（Alfie、Ceila、Betty）
ジョージ・ラワラがイスラ・ヌブラル島から持ち出した3匹のヴェロキラプトルの子供。ラワラは島の洞窟で5匹の子供のラプトルを持ち出し、輸送機で運ぼうとたが、機内で暴れた為、ラワラは兄弟の2匹を殺し、雌2匹と雄1匹の3匹生き残った。雌の1匹はラワラを殺し、輸送機がコロンビアのジャングルに墜落した後、現地の麻薬カリ・カルテルの首領ラファエル・サントスが戦闘犬に仕立てようと3匹のラプトルを捕獲し、電気首輪を付けて訓練していた。
ラファエルは3匹のうち、雄の1匹に「アルフィー」、雌の2匹に「セリア」、「ベティ」の名前を与える。また墜落したラワラの貨物輸送機を捜査にラファエルのジャングルの領地に来たコロンビア軍を撃退させる為、ラファエルはアルフとベティの2匹を送り兵士を皆殺しにしたり、敵対する裁判官を殺すため、アルフィーとベティの2匹をプエルトミランダ市に行かせ、町を襲撃させた。
町を襲ってる時、送電線を噛み付き、その衝撃で、電気首輪が外れ、自由になるとラファエルを殺し、セリアと合流後、逃げ出した3匹は、コロンビアのジャングルで自由に狩りをしたりして生きていた。
ジャガーなどを襲ったりして狩りをしていたが、途中で原住民に攻撃され密林深く逃げた時、バグの死体と、金像を見つけ、死体を食べようとした時、3匹はウイルスの病気に感染し、倒れて動かなくなる。
ラプトルを神と思っている原住民のインディオに、村に連れてかれて、看護を受ける。治って目を覚ました後、ラプトルを神として崇拝していたインディオ達を殺し逃げた。後に峡谷で3匹を追うマルドゥーン達に発見され、ラプトルにジョージ・ラワラを殺された復讐に専念するマルドゥーンがセリアを殺そうとするが、神と思って崇拝する同行していた原住民達にマルドゥーン達は妨害され、3匹はエリーを殺そうと囲んだ。グラント博士がエリーを救う為、ベティを撃ち殺した為、セリアとアルフィーの2匹は吊り橋を渡り、ロープを食い千切ってジャングル奥深くに逃げて行った。